# Cal Damià (Gelida)
Cal Damià és una casaa de Gelida (Alt Penedès) protegida com a Bé Cultural d'Interès Local.

## Descripció
Casa entre mitgeres, planta baixa, pis i golfes sota coberta de teula àrab a dues aigües. Habitatge situat al límit del nucli històric, amb jardí lateral i posterior. Façana amb capcer esglaonat i balconada correguda a la primera planta. Manté un ordre clar de buits amb dues obertures una a cada extrem de la façana, tant a la planta pis com a la planta baixa, on una d'elles és la porta d'accés.